# 曹浩森
曹 浩森（そう こうしん）は中華民国（台湾）の軍人。馮玉祥率いる国民軍などで参謀長の要職を務め、後に国民革命軍でも活動した軍人である。名は明魏だが、字の浩森で知られる。

## 事跡

### 孫文支持派として
初めは旧学を学んでいたが、後に軍人を志し、江西陸軍小学堂、南京陸軍第4中学に入学する。1909年（宣統元年）、日本に留学し、東京振武学校に入学した。1911年に卒業・帰国し、翌1912年（民国元年）に江西都督府で任用されている。まもなく、保定陸軍軍官学校第1期歩兵科として入学したが、卒業はしなかった。1913年（民国2年）夏、李烈鈞配下として第二革命（二次革命）に参加したが、敗北して日本に亡命する。その後、南洋へしばらく外遊した。
1915年（民国4年）12月に護国戦争が勃発すると、曹浩森は直ちに帰国し、李烈鈞率いる護国軍第2軍で参謀庁上校課長に任ぜられた。翌年、第2軍の広東攻略に参加し、戦後に第2軍が駐粤滇軍第3師、第4師の2個師に改編されると、曹は第3師第31団団長となっている。1918年（民国7年）以降は孫文（孫中山）の護法運動に参加し、粤贛湘辺防軍務督弁署副官長、大元帥府少将高参、援桂第3路軍参謀長を歴任した。1920年（民国9年）、孫文の侍衛副官に任ぜられ、翌1921年（民国10年）に曹は再び日本に留学し、陸軍大学校で学ぶ。

### 国民軍から国民革命軍へ
1924年（民国13年）に卒業・帰国すると、曹浩森は孫文の総侍衛に任命された。翌年3月に孫が死去すると、曹は李烈鈞の推薦により馮玉祥率いる国民軍に加入した。1926年（民国15年）初めに西北辺防督弁署参謀長に任ぜられ、同年5月の南口大戦でも指揮に加わっている。同年9月、五原誓師により国民軍が国民聯軍へ改組され、曹が引き続き参謀長を務めた。翌年の国民革命軍第2集団軍への改組でも総参謀長となっている。
1928年（民国17年）3月、曹浩森は国民政府軍事委員会委員を兼任し、10月に江西省政府建設庁庁長に就任、さらに11月には軍政部陸軍署署長に移っている。1931年（民国20年）1月、軍政部常務次長に昇進し、 1932年（民国21年）4月、軍事委員会第2庁陸軍軍事処処長となった。同年夏には豫鄂皖剿匪総司令部参謀長として中国共産党（紅軍）討伐に従事している。1935年（民国24年）4月、陸軍中将位を授与され、1936年（民国25年）12月には軍政部政務次長となっている。

### 日中戦争、晩年
日中戦争（抗日戦争）勃発後も、曹浩森は引き続き軍政部政務次長を務め、抗戦体制の整備に尽力した。1942年（民国31年）2月、江西省政府主席に就任、さらに翌年5月には全省保安司令も兼ね、対日戦の指揮に加わっている。1945年（民国34年）5月に中国国民党第6期中央監察委員に選出された。
戦後の1946年（民国34年）3月、曹浩森は江西省政府主席を辞任、同年11月に制憲国民大会代表に選出された。翌1947年（民国36年）3月には監察院監察委員に就任している。同年冬、陸軍上将位を授与され、予備役に退いている。国共内戦で国民党が敗北すると、曹も台湾へ逃れた。
1952年（民国41年）2月5日、台北市にて病没。享年67。

## 注
1. ↑  劉国銘主編『中国国民党百年人物全書』2130頁による。徐友春主編『民国人物大辞典 増訂版』1641頁は1908年（光緒34年）としている。